# Palau Monroe
El Palau Monroe (portuguès: Palácio Monroe) era un edifici públic d'estil neoclàssic i d'estil eclèctic de Rio de Janeiro, Brasil. Va albergar el Senat Federal del Brasil entre 1925 i 1960, quan Rio de Janeiro era la capital federal del Brasil. Va ser demolit el 1976, durant la dictadura militar. El seu lloc ho ocupen avui la Plaça Mahatma Gandhi i un estacionament subterrani del Metro de Rio de Janeiro.

## Història

### Disseny i construcció
L'edifici va ser dissenyat per ser el Pavelló del Brasil a l'Exposició Universal de 1904, realitzada a Saint Louis, a l'Oest Mitjà dels Estats Units.
Des del principi, l'arquitecte i enginyer militar Francisco Marcelino de Sousa Aguiar va concebre una estructura metàl·lica susceptible de ser desmuntada i tornada a armar a la ciutat de Rio de Janeiro. En el seu moment, l'estructura va ser ben rebuda per la crítica nord-americana que va destacar l'harmonia de línies i qualitat de l'espai. Segons un article publicat a la primera pàgina del diari The St. Louis Republic "Observant, es busca en va un simple defecte, un punt on l'ull sent l'aspror d'una línia, on desagrada un revolt, una finestra, qualsevol decoració. Aquesta construcció representa un poema". Eventualment va guanyar el principal premi d'arquitectura a l'exposició.
Tot i que la idea original preveia el desmantellament, transport i reconstrucció a Rio de Janeiro, això no va succeir a causa de retards en l'execució. A més, el pavelló de Saint Louis era de fusta i calç sobre una estructura de ferro, de manera que finalment només la cúpula i l'estructura que suportava el pavelló van ser portades al Brasil.

### Reinauguració
Després de l'Exposició de 1904, el pavelló va ser reconstruït i reinaugurat a la ciutat de Rio de Janeiro en 1906, per albergar la Tercera Conferència Panamericana. Situat a la vora de la badia de Guanabara, la seva façana eclèctica formava part d'un conjunt arquitectònic a Cinelândia, juntament amb els edificis de la Biblioteca Nacional del Brasil, el Teatre Municipal de Rio de Janeiro i el Museu Nacional de Belles Arts del Brasil. L'edifici s'anava a cridar "Palácio de São Luís" en honor a la ciutat de Saint Louis, però va ser batejat "Palácio Monroe" en honor a James Monroe, un nom proposat pel baró de Rio Branco per suggeriment de l'escriptor i polític Joaquim Nabuco. L'edifici no va ser del gust de tots, i el Jornal do Commercio el va anomenar "sucrera blanca".
El primer gran esdeveniment organitzat al Palau Monroe va ser la Tercera Conferència Panamericana, que el 1906 va reunir presidents i ministres del continent. Durant els seus primer any l'edifici no va tenir un paper definit i va funcionar com un centre d'esdeveniments governamentals, entreu ells balls, banquets, graduacions, congressos, etc.
El 1914 es va convertir per iniciativa d'alguns congressistes a la nova seu de la Cambra de Diputats del Brasil, que trobaven massa deteriorada i antiquada la seu del Palau del Conde dos Arcos. La Cambra de Diputats va funcionar al Palau Monroe fins a 1922. Des de juny de 1922 també va albergar el Comitè Executiu de l'Exposició del Centenari de la Independència. Després d'un any i mig de treballs de remodelació, en 1925 es va convertir a la seu del Senat Federal del Brasil.
El Senat Federal va ser tancat durant l'Estat Nou. En finalitzar el règim militar, el Palau Monroe va servir com a seu provisional del Tribunal Superior Electoral, entre 1945 i 1946. A mitjans dels anys 1950, el Palau va patir una obra d'ampliació que va afegir un pis i va ocupar l'espai de les dues rotondes laterals, que estaven buides i només servien com a balcons decoratius. Amb el canvi del Districte Federal del Brasil per a Brasília en 1960, es va convertir en la seu del Senat a Rio de Janeiro.
Durant aquest lapse va ser una fita de l'arquitectura del Brasil, una imatge freqüent a les postals de Rio de Janeiro i fins i tot va aparèixer al bitllet de 200 reals.

### Demolició
En l'època de la dictadura militar, va ser transformat en seu de l'Estat Major General de les Forces Armades del Brasil. En 1974, durant les obres de construcció del Metro de Rio de Janeiro, els túnels van ser desviats per no afectar els fonaments del palau. En aquest moment, el govern estatal va decretar la seva demolició.
Una campanya instigada pel diari O Globo, amb el suport decidit d'arquitectes moderns com Lúcio Costa, es va entossudir a persuadir les autoritats de demolir el Palau Monroe, amb l'argument que era "un destorb" Hi va haver els qui van lluitar per la permanència del palau i al gener de 1976 es va emprendre una acció popular. Poc després el president Ernesto Geisel va ordenar la seva demolició i el març del 1976 el palau va deixar d'existir. Només amb la venda de 3 mil tones de ferro va ser possible recaptar 9 milions de cruzeiros.
Per expressar el seu desacord amb la decisió, el fill de Francisco Marcelino de Sousa Aguiar li va donar al govern dels Estats Units la medalla guanyada pel seu pare.

### Vestigis
Al terreny erm es va construir una plaça (Plaça Mahatma Gandhi) amb una font monumental, originalment instal·lada a la Plaça Quinze de novembre.
Dos dels lleons de marbre es troben a l'Institut Ricardo Brennand, a la ciutat de Recife, i els altres dos estan a Fazenda São Geraldo, a Uberaba.

### Objectes trobats el 2015
El 2015 van ser trobats diversos objectes perduts, que es trobaven al dipòsit del museu del Senat Federal. El material estava en 16 caixes que venien del Palau Monroe i mai no van ser obertes. Les peces van ser objecte de neteja, identificació, archo i restauració. Entre elles hi ha canelobres d'1,8 m d'alçada, adornats amb rosasses daurades i bombets de vidre, que ara formen part del Patrimoni del Senat Federal.

## Galeria

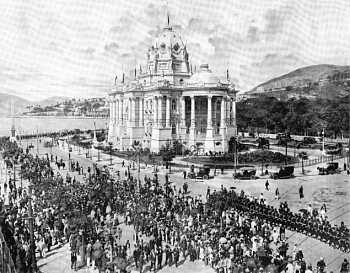
Palau Monroe el 1910, el seguici fúnebre de Joaquim Nabuco.
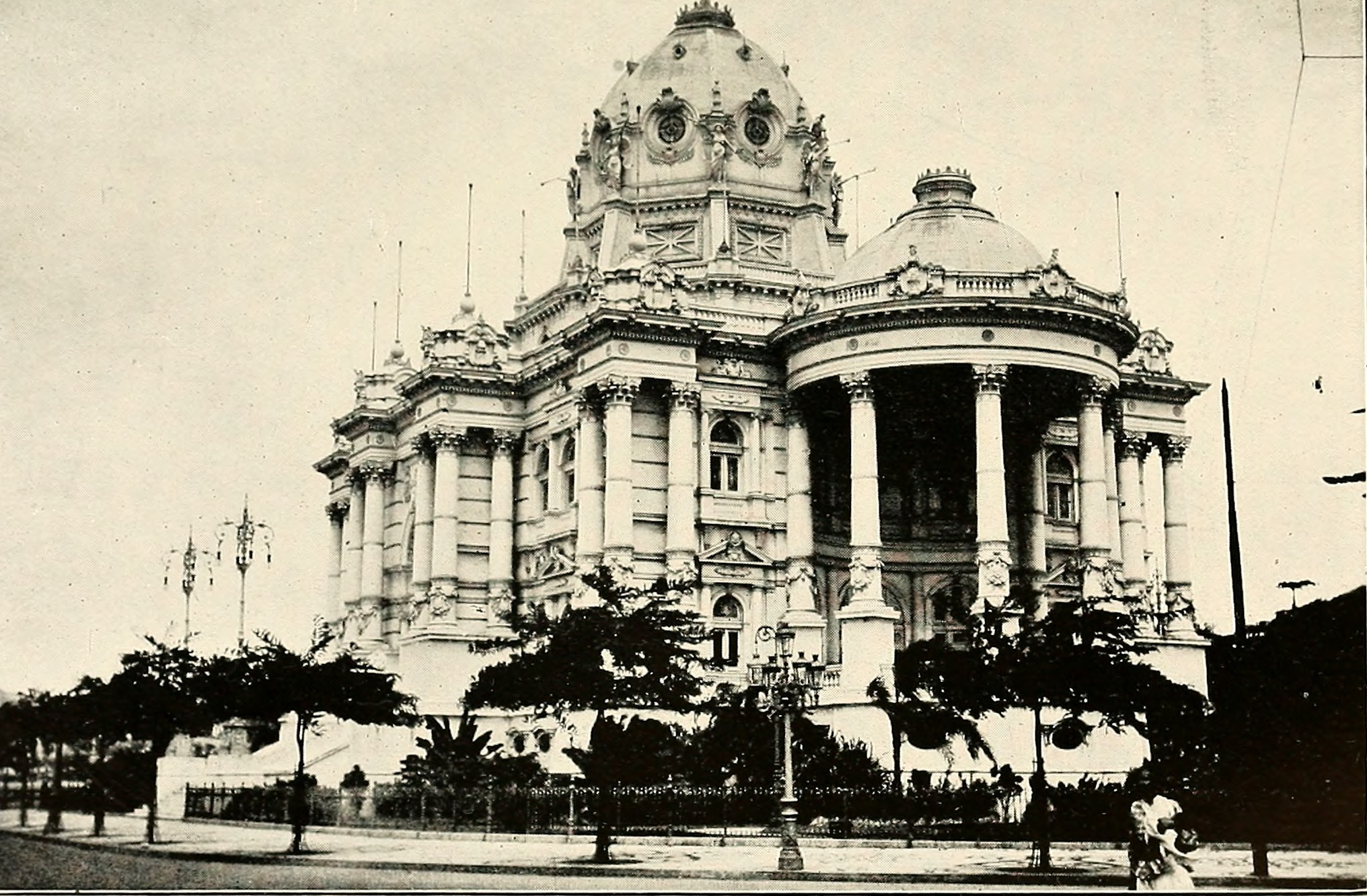
Palau Monroe el 1912.
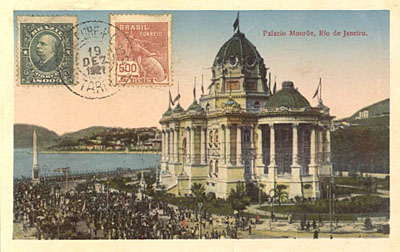
El palau en una targeta postal.
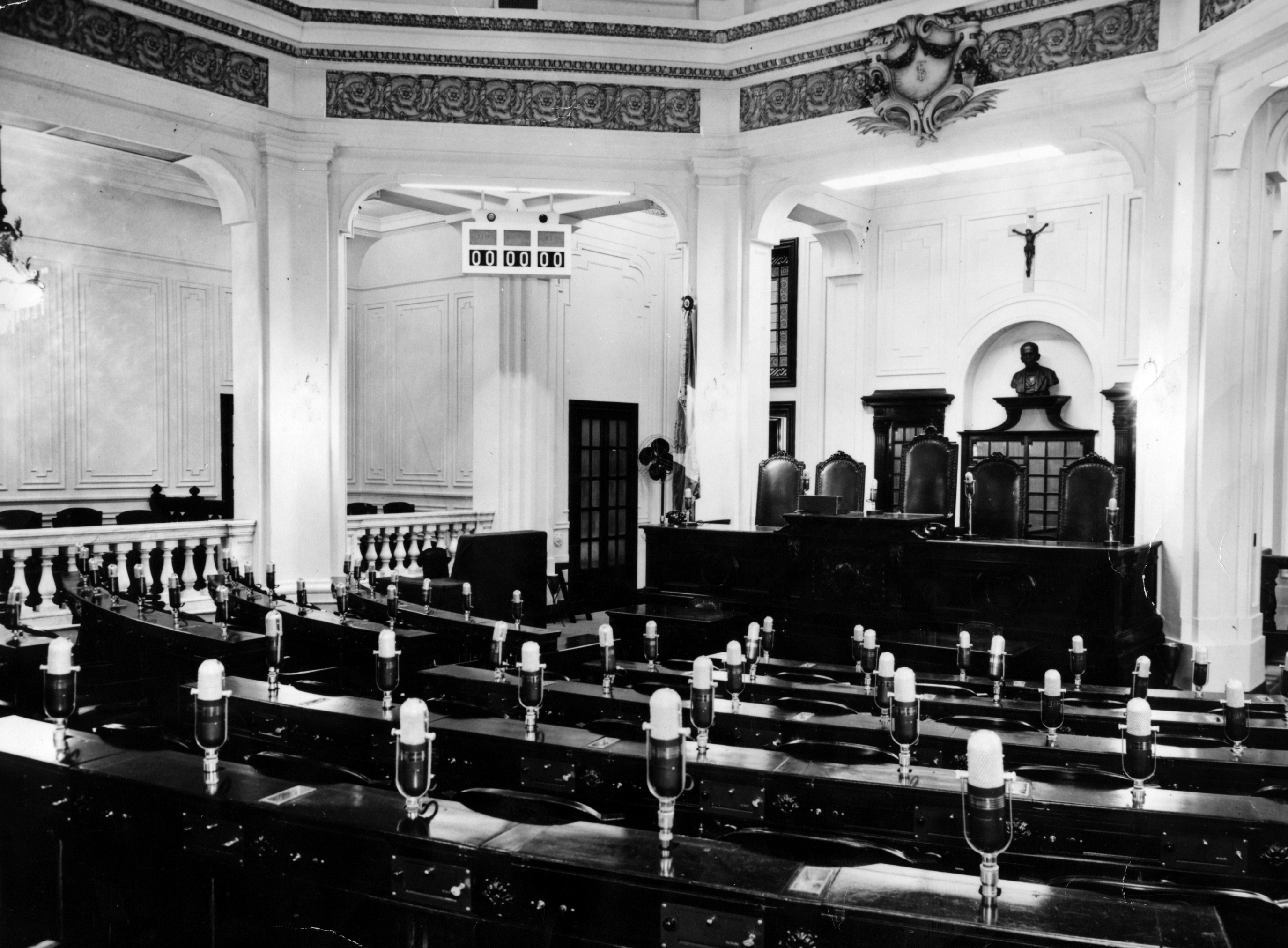
Fotografia de l'interior del palau, mostrant el pis del Senat.
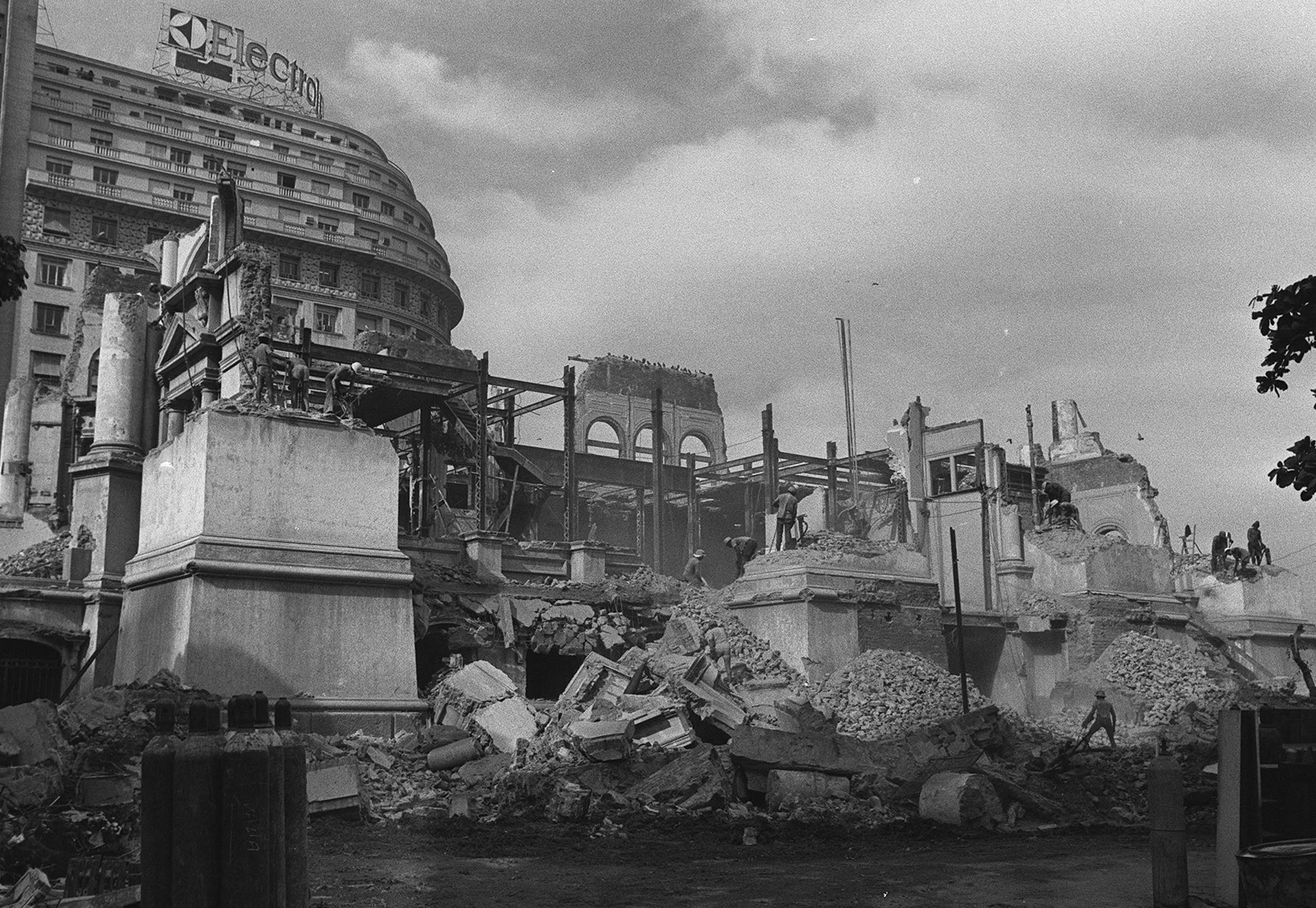
Demolició el 1976.
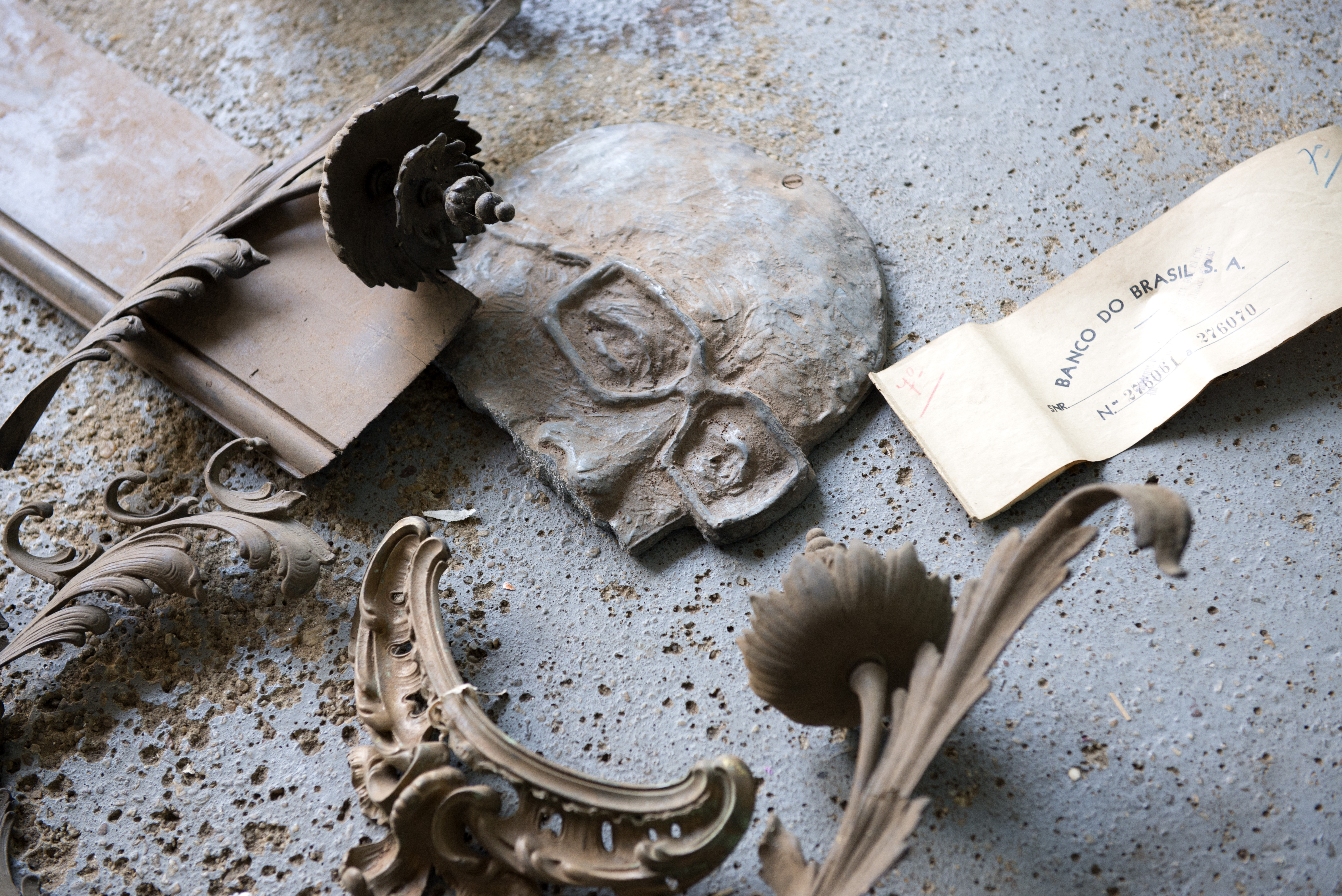
Alguns dels objectes trobats el 2015
Plànol del primer pis del Palau Monroe, 1924, Arxiu Nacional.